# Varanger-fjord
A Varanger-fjord (oroszul: Варангер-фъорд, Варяжский залив, finnül: Varanginvuono) Norvégia legkeletibb fjordja, Finnmark megyében. Hossza megközelítőleg 100 kilométer, ám ez a fjord egy úgy nevezett "hamis fjord", mivel semmilyen jellegzetes tulajdonságokkal bíró, gleccservájta geológiai képződménnyel nem rendelkezik. A fjord Vardø városa és Grense Jakobselv közt nyílik a tengerre, ahol mintegy 70 kilométer széles. A szárazföld felé, nyugati irányban, egészen a Nesseby község székhelyéig, Varangebotnig nyúlik.

## Története
A kvenek javarészt azon finn bevándorlók leszármazottai, akik a 19. század során bevándoroltak a vidékre, főleg Svédország és Finnország területéről. A 19. század első felében az oroszok lemondása követeléseikről a Varanger-fjord teljes partvidékén részben európai diplomáciai lépésként jött létre, válaszul arra, hogy I. Oszkár, Svédország és Norvégia perszonáluniójának királya egyezséget kötött a britekkel és a franciákkal, hogy megelőzzék azt a lehetőséget, hogy az oroszoké legyen ezen partszakasz.

## Fordítás
- Ez a szócikk részben vagy egészben  a   Varangerfjord című angol Wikipédia-szócikk ezen változatának fordításán alapul.  Az eredeti cikk szerkesztőit annak laptörténete sorolja fel. Ez a jelzés csupán a megfogalmazás eredetét és a szerzői jogokat jelzi, nem szolgál a cikkben szereplő információk forrásmegjelöléseként.